# Saison 1968-1969 de la LCH
Saison précédente Saison suivante
La saison 1968-1969 est la 6e saison et la première saison régulière de la Ligue centrale de hockey. Auparavant, la ligue se nommait la Ligue centrale professionnelle de hockey.

## Saison régulière
Les Penguins de Pittsburgh s'intéressent à cette ligue et décident d'y créer un club école, les Wranglers d'Amarillo. Malheureusement, le club n'étant pas très compétitif, les spectateurs peinent à se mobiliser et devant la faible affluence, l'équipe se retire à la fin de la saison.

### Classement final
| Clt   | Équipe                 | PJ | V  | D  | N  | BP  | BC  | Diff | Pts |
| ----- | ---------------------- | -- | -- | -- | -- | --- | --- | ---- | --- |
| +001, | Oilers de Tulsa        | 72 | 28 | 28 | 16 | 250 | 240 | 10   | 72  |
| +002, | Blues de Kansas City   | 72 | 26 | 28 | 18 | 236 | 242 | -6   | 70  |
| +003, | Knights d'Omaha        | 72 | 29 | 32 | 11 | 247 | 250 | -3   | 69  |
| +004, | South Stars de Memphis | 72 | 14 | 41 | 17 | 208 | 304 | -94  | 45  |

- En gras : qualifié pour les séries éliminatoires

| Clt   | Équipe                  | PJ | V  | D  | N  | BP  | BC  | Diff | Pts |
| ----- | ----------------------- | -- | -- | -- | -- | --- | --- | ---- | --- |
| +001, | Blazers d'Oklahoma City | 72 | 40 | 19 | 13 | 295 | 225 | 70   | 93  |
| +002, | Black Hawks de Dallas   | 72 | 37 | 25 | 10 | 264 | 218 | 46   | 84  |
| +003, | Apollos de Houston      | 72 | 34 | 26 | 12 | 224 | 204 | 20   | 80  |
| +004, | Wranglers d'Amarillo    | 72 | 29 | 32 | 11 | 238 | 252 | -14  | 69  |
| +005, | Wings de Fort Worth     | 72 | 23 | 29 | 20 | 210 | 237 | -27  | 66  |

- En gras : qualifié pour les séries éliminatoires

### Meilleurs pointeurs
| Joueur         | Équipe        | PJ | B  | A  | Pts | Pun |
| -------------- | ------------- | -- | -- | -- | --- | --- |
| Jim Lorentz    | Oklahoma City | 56 | 33 | 68 | 101 | 67  |
| Steve Atkinson | Oklahoma City | 65 | 40 | 40 | 80  | 62  |
| Juha Widing    | Omaha         | 72 | 41 | 39 | 80  | 58  |
| Gary Veneruzzo | Kansas City   | 71 | 38 | 40 | 78  | 38  |
| Jim Wiste      | Dallas        | 68 | 32 | 44 | 76  | 77  |

## Séries éliminatoires de la Coupe Adams

### Arbre de qualification
|  | Premier tour | Premier tour            | Premier tour | Premier tour            |    |                 | Second tour | Second tour | Second tour | Second tour |  |  | Finale de la Coupe Adams | Finale de la Coupe Adams | Finale de la Coupe Adams | Finale de la Coupe Adams |
|  |              |                         |              |                         |    |                 |             |             |             |             |  |  |                          |                          |                          |                          |
|  |              |                         |              |                         |    |                 |             |             |             |             |  |  |                          |                          |                          |                          |
|  |              |                         |              |                         |    |                 |             |             |             |             |  |  |                          |                          |                          |                          |
|  |              |                         |              |                         |    |                 |             |             |             |             |  |  |                          |                          |                          |                          |
|  |              |                         |              |                         |    |                 |             |             |             |             |  |  |                          |                          |                          |                          |
|  |              |                         |              |                         |    |                 |             |             |             |             |  |  |                          |                          |                          |                          |
|  | N1           | Oilers de Tulsa         | 3            | 3                       |    |                 |             |             |             |             |  |  |                          |                          |                          |                          |
|  | N1           | Oilers de Tulsa         | 3            | 3                       |    |                 |             |             |             |             |  |  |                          |                          |                          |                          |
|  |              |                         | S1           | Blazers d'Oklahoma City | 4  | 4               |             |             |             |             |  |  |                          |                          |                          |                          |
|  |              |                         |              |                         | 4  | 4               |             |             |             |             |  |  |                          |                          |                          |                          |
|  |              |                         |              |                         |    |                 |             |             |             |             |  |  |                          |                          |                          |                          |
|  |              |                         |              |                         |    |                 |             |             |             |             |  |  |                          |                          |                          |                          |
|  | N1           | Blazers d'Oklahoma City | 1            | 1                       |    |                 |             |             |             |             |  |  |                          |                          |                          |                          |
|  | N1           | Blazers d'Oklahoma City | 1            | 1                       |    |                 |             |             |             |             |  |  |                          |                          |                          |                          |
|  |              |                         | S2           | Black Hawks de Dallas   | 4  | 4               |             |             |             |             |  |  |                          |                          |                          |                          |
|  | N2           | Blues de Kansas City    | S2           | Black Hawks de Dallas   | 4  | 4               | 1           | 1           |             |             |  |  |                          |                          |                          |                          |
|  | N2           | Blues de Kansas City    |              |                         |    |                 |             |             |             |             |  |  |                          |                          |                          |                          |
|  | N3           | Knights d'Omaha         | 3            | 3                       |    |                 |             |             |             |             |  |  |                          |                          |                          |                          |
|  | N3           | Knights d'Omaha         | 3            | 3                       | N3 | Knights d'Omaha | 0           | 0           |             |             |  |  |                          |                          |                          |                          |
|  |              |                         |              |                         | N3 | Knights d'Omaha | 0           | 0           |             |             |  |  |                          |                          |                          |                          |
|  |              |                         | S2           | Black Hawks de Dallas   | 3  | 3               |             |             |             |             |  |  |                          |                          |                          |                          |
|  | S2           | Black Hawks de Dallas   | S2           | Black Hawks de Dallas   | 3  | 3               | 3           | 3           |             |             |  |  |                          |                          |                          |                          |
|  | S2           | Black Hawks de Dallas   |              |                         |    |                 |             | 3           |             |             |  |  |                          |                          |                          |                          |
|  | S3           | Apollos de Houston      | 0            | 0                       |    |                 |             |             |             |             |  |  |                          |                          |                          |                          |
|  | S3           | Apollos de Houston      | 0            | 0                       |    |                 |             |             |             |             |  |  |                          |                          |                          |                          |
|  |              |                         |              |                         |    |                 |             |             |             |             |  |  |                          |                          |                          |                          |

### Finale
Les Black Hawks de Dallas gagnent leur première Coupe Adams en battant  les Blazers d'Oklahoma City sur le score de 4 matchs à 1.

### Effectif champion
L'effectif de l'équipe des Black Hawks de Dallas sacré champion de la Coupe Adams est le suivant :
- Gardien de but : Jack Norris ;
- Défenseurs : Jim Graham, Matt Ravlich, Paul Shmyr, Paul Terbenche ;
- Attaquants : Kerry Bond, Brian Bradley, Oscar Gaudet, Cliff Koroll, Jean-Paul LeBlanc, Wayne Maki, Brian MacDonald, Rick Morris, Garth Rizzuto, Doug Shelton, Jim Stanfield, Jim Wiste ;
- Entraîneur : Bobby Kromm.

## Honneurs remis aux joueurs et équipes

### Trophées
| Trophée                 | Joueur         | Équipe                  |
| ----------------------- | -------------- | ----------------------- |
| Meilleur gardien de but | Phil Myre      | Apollos de Houston      |
| meilleur défenseur      | Barry Gibbs    | Blazers d'Oklahoma City |
| meilleure recrue        | Steve Atkinson | Blazers d'Oklahoma City |
| meilleur pointeur       | Jim Lorentz    | Blazers d'Oklahoma City |
| meilleur joueur         | Jim Lorentz    | Blazers d'Oklahoma City |
| meilleur entraîneur     | John McLellan  | Oilers de Tulsa         |

### Équipes d'étoiles
| Position       | Première équipe | Première équipe         | Deuxième équipe            | Deuxième équipe                         |
| Position       | Joueur          | Équipe                  | Joueur                     | Équipe                                  |
| -------------- | --------------- | ----------------------- | -------------------------- | --------------------------------------- |
| Gardien de but | Marv Edwards    | Wranglers d'Amarillo    | Phil Myre                  | Apollos de Houston                      |
| Défenseur      | Barry Gibbs     | Blazers d'Oklahoma City | Doug Barrie                | Wranglers d'Amarillo                    |
| Défenseur      | Barry Wilkins   | Blazers d'Oklahoma City | Ray Fortin                 | Blues de Kansas City                    |
| Ailier gauche  | Gary Veneruzzo  | Blues de Kansas City    | Ross Lonsberry Dan Johnson | Blazers d'Oklahoma City Oilers de Tulsa |
| Centre         | Jim Lorentz     | Blazers d'Oklahoma City | Juha Widing                | Knights d'Omaha                         |
| Ailier droit   | Steve Atkinson  | Blues de Kansas City    | Bill Fairbairn             | Knights d'Omaha                         |